# Schachau
Schachau ist eine Streusiedlung und eine Katastralgemeinde der Gemeinde Oberndorf an der Melk im Bezirk Scheibbs in Niederösterreich.

## Geschichte
Laut Adressbuch von Österreich waren im Jahr 1938 in der Ortsgemeinde Schachau ein Gemischtwarenhändler, eine Mühle, ein Schmied und einige Landwirte ansässig.

## Siedlungsentwicklung
Zum Jahreswechsel 1979/1980 befanden sich in der Katastralgemeinde Schachau insgesamt 185 Bauflächen mit 60.085 m² und 64 Gärten auf 155.358 m², 1989/1990 gab es 181 Bauflächen. 1999/2000 war die Zahl der Bauflächen auf 182 angewachsen und 2009/2010 bestanden 215 Gebäude auf 277 Bauflächen.

## Bodennutzung
Die Katastralgemeinde ist landwirtschaftlich geprägt. 753 Hektar wurden zum Jahreswechsel 1979/1980 landwirtschaftlich genutzt und 111 Hektar waren forstwirtschaftlich geführte Waldflächen. 1999/2000 wurde auf 766 Hektar Landwirtschaft betrieben und 110 Hektar waren als forstwirtschaftlich genutzte Flächen ausgewiesen. Ende 2018 waren 727 Hektar als landwirtschaftliche Flächen genutzt und Forstwirtschaft wurde auf 119 Hektar betrieben. Die durchschnittliche Bodenklimazahl von Schachau beträgt 44,6 (Stand 2010).